# Union professionnelle de l'Aiguille
 (mai 2024).
 (mai 2024).
La mise en forme du texte ne suit pas les recommandations de Wikipédia : il faut le « wikifier ».
Les points d'amélioration suivants sont les cas les plus fréquents :
- Les titres sont pré-formatés par le logiciel. Ils ne sont ni en capitales, ni en gras.
- Le texte ne doit pas être écrit en capitales (les noms de famille non plus), ni en gras, ni en italique, ni en « petit »…
- Le gras n'est utilisé que pour surligner le titre de l'article dans l'introduction, une seule fois.
- L'italique est rarement utilisé : mots en langue étrangère, titres d'œuvres, noms de bateaux, etc.
- Les citations ne sont pas en italique mais en corps de texte normal. Elles sont entourées par des guillemets français : « et ».
- Les listes à puces sont à éviter, des paragraphes rédigés étant largement préférés. Les tableaux sont à réserver à la présentation de données structurées (résultats, etc.).
- Les appels de note de bas de page (petits chiffres en exposant, introduits par l'outil «  Source ») sont à placer entre la fin de phrase et le point final[comme ça].
- Les liens internes (vers d'autres articles de Wikipédia) sont à choisir avec parcimonie. Créez des liens vers des articles approfondissant le sujet. Les termes génériques sans rapport avec le sujet sont à éviter, ainsi que les répétitions de liens vers un même terme.
- Les liens externes sont à placer uniquement dans une section « Liens externes », à la fin de l'article. Ces liens sont à choisir avec parcimonie suivant les règles définies. Si un lien sert de source à l'article, son insertion dans le texte est à faire par les notes de bas de page.
- La présentation des références doit suivre les conventions bibliographiques. Il est recommandé d'utiliser les modèles {{Ouvrage}}, {{Chapitre}}, {{Article}}, {{Lien web}} et/ou {{Bibliographie}}. Le mode d'édition visuel peut mettre en forme automatiquement les références.
- Insérer une infobox (cadre d'informations à droite) n'est pas obligatoire pour parachever la mise en page.

Pour une aide détaillée, merci de consulter Aide:Wikification.
Si vous pensez que ces points ont été résolus, vous pouvez retirer ce bandeau et améliorer la mise en forme d'un autre article.

L’Union professionnelle de l’Aiguille est un syndicat autonome fondé en 1907 par Victoire Cappe sous forme d’organisation professionnelle regroupant des ouvrières qui s’appliquent dans les métiers de l’aiguille en général. Ce syndicat de tailleuses, modistes et lingères a été fondé dans l’arrondissement de Liège. Cette organisation s’est orientée vers la protection et le développement des intérêts de la profession des membres, entre autres, leur considération morale et matérielle, l’établissement d’une entente raisonnable entre ouvrières et patronnes ainsi que l’amélioration des conditions de travail.

## Historique
Au XIXe siècle, la Belgique se transforme en une puissance industrielle importante. Cette évolution va engendrer une migration considérable de la population rurale vers les villes et les usines. De là, naîtra une classe ouvrière, qui sera confrontée à des conditions de vie déplorables, sans droit juridique, politique et social. Ces conditions de vie précaires vont être particulièrement difficiles pour les femmes qui sont très souvent exploitées et qui obtiennent des salaires inférieurs à ceux des hommes. Face à cette crise sociale, des révoltes ouvrières vont éclater. Des syndicats vont se créer à partir de 1885 afin de faire face à l’autorité paternaliste des bourgeois. Les syndicats sont uniquement dédiés aux hommes à cette époque. Cela sous-entend que les revendications des femmes ne sont absolument pas prises en compte.

Voulant toujours lutter face au paternalisme de la bourgeoisie et se voir obtenir une reconnaissance, de multiples associations pour les femmes travailleuses vont se développer à partir de la fin du XIXe siècle. Celles-ci vont s’étendre principalement à Anvers, à Gand, à Liège et à Bruxelles. Ces initiatives visent à améliorer les conditions des femmes. En 1897, le Congrès de la Ligue démocratique belge a insisté sur le fait que toutes les femmes aient la possibilité de se joindre à un syndicat. Au nom de leur statut de mères ou d’épouses, la place légitime des femmes est le foyer et la famille. Celles-ci n’étant pas mises en valeur à cette époque-là, l’idée de ces organisations fut de créer ces associations de manière caritative afin que les femmes puissent obtenir une plus grande autonomie.

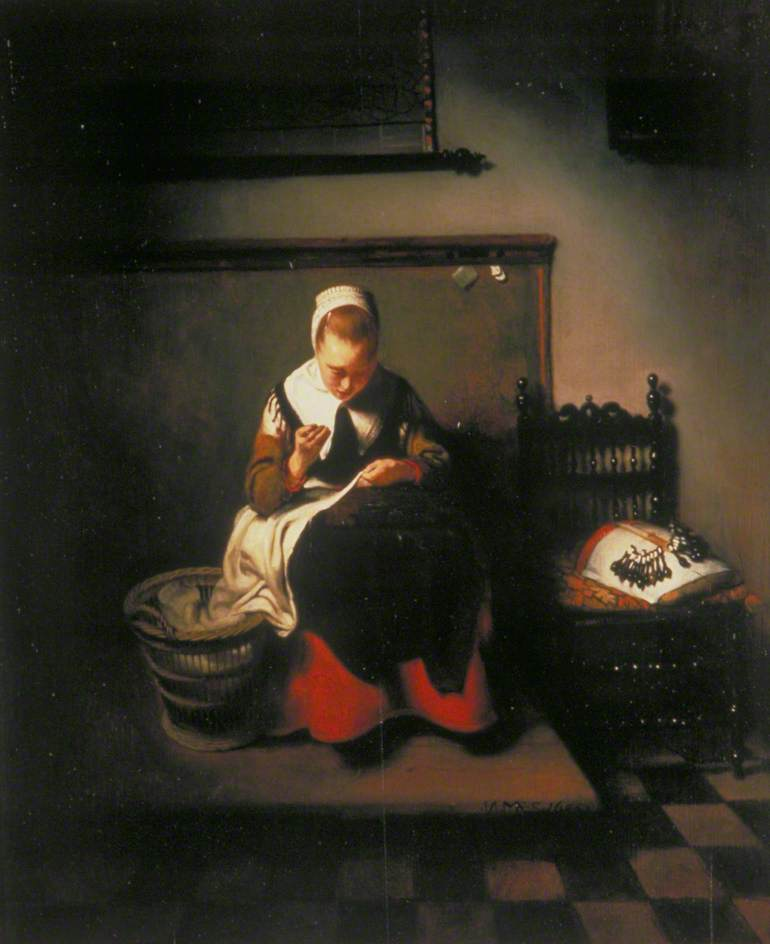
Couturière

Victoire Cappe, une enseignante de 20 ans, étant témoin des conditions éprouvantes des ouvrières travaillant à domicile (dites « ouvrières de l’aiguille ») et rejetant le paternalisme de la Fédération des femmes catholiques de Liège, celle-ci va fonder l’Union Professionnelle de l’Aiguille en 1907. Cette union est à l’origine des mouvements féminins chrétiens d’action sociale et elle s’inscrit dans la lignée de la démocratie chrétienne (précurseur de la Ligue Ouvrière Féminine Chrétienne). Les socialistes ont dominé jusqu’en 1884, période pendant laquelle ils ont créé des institutions socialistes féminines.
À partir de 1884, les catholiques ont pris le pouvoir et vont, de ce fait, décider de constituer des institutions ayant pour but de soutenir la lutte des femmes.
Ce premier syndicat féminin chrétien de Liège a été fondé par Victoire Cappe en raison de sa compassion pour les femmes travaillant dans des conditions difficiles dans le domaine de la couture. Elle souhaitait également remplacer la « charité humiliante » par une forme de solidarité respectueuse et de coopération. Selon elle, la base de la promotion sociale des femmes, c’est la formation spirituelle et intellectuelle que l’on acquiert lors des cercles d’études.

## Les membres de l’Union professionnelle de l’Aiguille

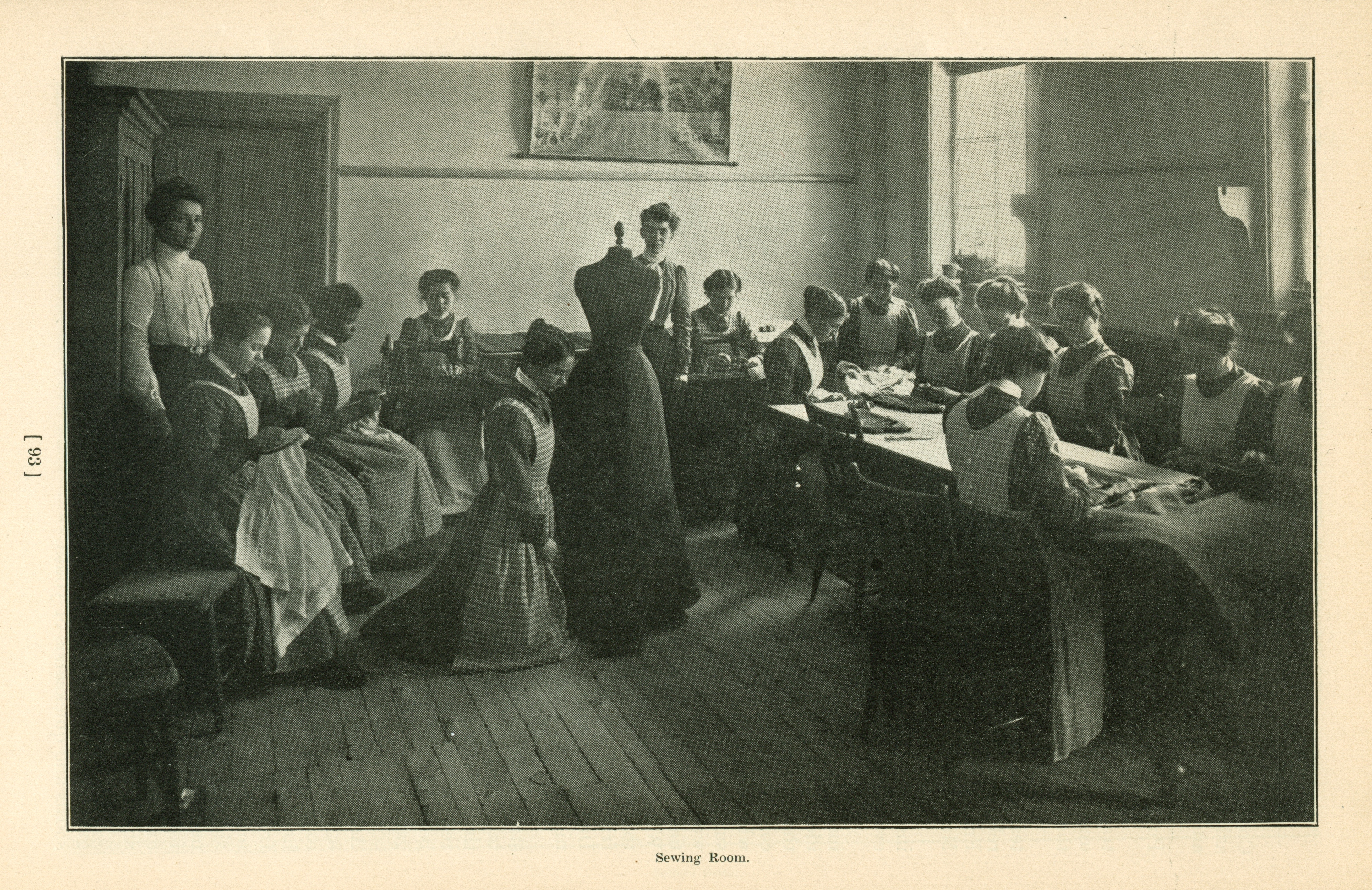
Salle de couture au début du XXe siècle

Les adhérents de cette organisation pratiquent une variété de métiers différents faisant chacun partie du secteur du textile. Parmi ces membres se trouvent des tailleuses, des modistes, des couturières, des lingères, des brodeuses, des chapelières, des artisanes de la mode, des fabricantes de vêtements mais également de nombreuses autres professionnelles du textile. Nonobstant leurs différentes professions, ceux-ci possèdent le même engouement : l’artisanat de l’aiguille. Ayant chacune la même implication, cela va permettre qu'elles puissent se souder afin de créer un véritable groupe d'entraide pour atteindre leurs objectifs.
Victoire Cappe, fondatrice de l’Union professionnelle de l’Aiguille, est née en 1886. Elle a vécu dans une famille bourgeoise. Lorsque son père a fait faillite, il a décidé de quitter le pays, abandonnant Victoire, ses sœurs ainsi que leur mère. Cette dernière, s’étant désintéressée de ses enfants, elle a laissé leur grand-mère maternelle s’occuper d’eux. Pour surmonter toutes ces épreuves, Victoire Cappe a choisi de s’engager dans une voie sociale, chrétienne et féministe. C’est ainsi qu’elle s’est dédiée à promouvoir l’inclusion des femmes aux niveaux social, culturel et économique dans une société marquée par le paternalisme. Celle-ci avait comme souhait de créer une organisation gérée par et pour les travailleuses. Victoire Cappe décèdera le 29 octobre 1927, à l’âge de 41 ans.

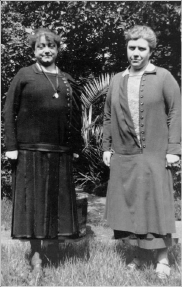
Victoire Cappe (à gauche) et Maria Bears

Victoire Cappe sera subordonnée par Marie Schellings, tailleuse et militante pour les droits des travailleuses. Cette dernière est nommée vice-présidente du premier syndicat chrétien féminin de Liège le 5 mai 1907. En 1911, elle devient présidente de la section des ouvrières en atelier de l’Union professionnelle de l’Aiguille. Elle est reconduite dans ce rôle en 1913.
En octobre de la même année, le premier numéro de la revue, promue par Victoire Cappe, intitulée "La Femme belge" est publié. Cette revue, abordant des questions contemporaines, celle-ci vise à tenir informées les femmes de la bourgeoisie sur les progrès du mouvement féminin.
Le 7 juin 1914, après la lecture de "La Femme belge", une jeune enseignante sans emploi, appelée Louise Colen va réunir des ouvrières dans le but de développer un Secrétariat namurois. Une centaine d’ouvrières vont répondre à l’appel et formeront ainsi un Syndicat de l’Aiguille. Grâce à cette initiative, les premières revendications sur les salaires, les horaires et les conditions d’hygiène vont être rédigées.

## Raisons de créer un syndicat
L’Union professionnelle de l’Aiguille, également appelée "syndicat de l’Aiguille », ne favorisait pas l’accès aux femmes à l'origine.
À la fin du XIXe siècle, la commission syndicale du Parti ouvrier belge contestait la création de syndicats exclusivement féminins. Selon cette commission, les femmes qui travaillaient devaient se diriger vers des syndicats déjà existants.
Les cotisations syndicales étaient financièrement inabordables pour les femmes étant donné qu’elles percevaient un salaire médiocre.
Les femmes ne bénéficiaient pas de carrières professionnelles stables.
Les arguments avancés par Victoire Cappe vont à l’encontre des éléments mentionnés ci-dessus.
Selon elle, le syndicat est essentiel parce qu’elle considère que le syndicat est le lieu d’organisation de défense et de réflexion sur les droits des travailleuses. Le syndicat va permettre une certaine libération des femmes. Une amélioration tant au niveau de leur salaire qu’au niveau de leur professionnalisme, mais surtout qu’il y ait une reconnaissance de leurs droits face à cette société industrielle paternaliste. La mise en place de l’Union professionnelle de l’Aiguille va favoriser l’observation des différents changements à devoir établir. Si des changements sont à effectuer, le seul moyen pour que cela ait lieu est de passer par le syndicat. L’élément principal du syndicat est la défense des intérêts professionnels des affiliés. Il doit être conduit par les travailleuses elles-mêmes, être autonome vis-à-vis du clergé, et être uniquement féminin pour prendre en compte les intérêts spécifiques des femmes.
La création de syndicats afin de reconnaître l'indépendance et l'autonomie des ouvrières va se développer également dans d'autres pays que la Belgique. Par exemple, en France, Aimée Novo et Andrée Butillard vont créer en 1909 le syndicat des ouvrières de l'aiguille de la rue Vercingétorix (à Paris).

## Objectifs de l’Union professionnelle de l’Aiguille
L’Union professionnelle de l’Aiguille consiste à offrir des services aux femmes qui travaillent dans le domaine de la couture. Ces services sont notamment une caisse de mutualité, des formations et une bourse de travail.
Les ouvrières travaillant à domicile dans des conditions déplorables, il est légitime qu’elles bénéficient de ces services afin de faire face aux difficultés qu'elles rencontrent. L’objectif principal qui découle de ce qui vient d'être énoncé est de permettre à ces femmes de jouir d’une plus grande indépendance et autonomie face à l’attitude paternaliste de la société de l’époque. La priorité va être de protéger les intérêts professionnels des femmes. Cette organisation sociale et économique va permettre à celles-ci de sortir de leur isolement et de revendiquer leurs droits. Cette organisation va étendre la politique et l’éducation sociale des femmes ouvrières. Les droits politiques de la femme vont être mis particulièrement en avant afin qu’elles soient mieux reconnues.
De nombreuses différences entre les hommes et les femmes ont été apparentes durant ces XIXe et XXe siècles. Une des premières personnes à avoir alerté sur ce sujet est Zoé Gatti de Gamont (féministe et éducatrice belge). En 1834, elle avait confirmé cela en avertissant sur les conditions compliquées des femmes au XIXe siècle.
Le XXe siècle a permis la naissance de multiples progrès concernant la reconnaissance des femmes notamment grâce aux syndicats mis en place.
L'Union professionnelle de l'Aiguille a donc joué un rôle majeur pour que cette reconnaissance de l'autorité et de l'indépendance des femmes se manifeste. Il faudra attendre 2002 pour que l'égalité hommes - femmes soit reconnue dans la Constitution belge.
Actuellement, beaucoup de mouvements cherchant à promouvoir la reconnaissance des femmes existent. Un des mouvements les plus semblables à l'Union professionnelle de l'Aiguille, notamment concernant les objectifs recherchés, est le mouvement "Vie féminine". Ce mouvement féministe prône une société plus égalitaire tout en combattant les exclusions des femmes dans notre société. Lors des activités, ces femmes vont mettre en regard leurs difficultés mais également apprendre ensemble. Les ouvrières de l'Union professionnelle de l'Aiguille apprenaient aussi leur métier ensemble. " Vie féminine ", c’est-à-dire, le descendant de l’Union professionnelle de l’Aiguille, va mettre en place des actions afin que les femmes puissent se voir reconnaitre une plus grande autonomie ainsi qu'une plus grande indépendance similairement à ce que recherchait l'Union professionnelle de l'Aiguille.